# Memetica
La memetica è lo studio semi-formale dei memi e dei modelli evoluzionistici che spiegano la loro diffusione. Lo studioso di memetica è detto memetista.

## Descrizione
Può essere considerata a pieno titolo come una protoscienza interdisciplinare che indaga i modelli evolutivi sul trasferimento di informazioni, di conoscenza e delle preferenze culturali basati sull'intuitivo concetto di meme. Più in generale la memetica è un approccio sistemico (systemics) e socio-cognitivo legato esclusivamente con le proprietà sinergetiche dei sistemi/agenti intelligenti e loro società.
La memetica ipotizza che, analogamente ai modelli standard biologici che spiegano la somiglianza fra generazioni con i geni, così si possono spiegare le "eredità culturali" attraverso replicatori chiamati memi.
Tutto ciò che può essere definito cultura è certamente diverso dal patrimonio genetico, ma in comune con questo ha la capacità di trasmettersi attraverso individui, anche se con modalità di trasmissione differenti.

## Campi di studio
La memetica applica concetti mutuati dalla teoria dell'evoluzione alla nascita e lo sviluppo della cultura umana. Essa cerca di spiegare l'evoluzione di entità  immaginarie intersoggettive usando anche modelli matematici.
La memetica deve essere distinta dalla sociobiologia. Nella sociobiologia le entità che si evolvono sono i geni, mentre nella memetica sono i memi. La sociobiologia studia le basi biologiche dei comportamenti umani, mentre la memetica considera gli esseri umani non solo come prodotto della loro evoluzione biologica, ma anche della loro evoluzione culturale.